# Dolle Dinsdag

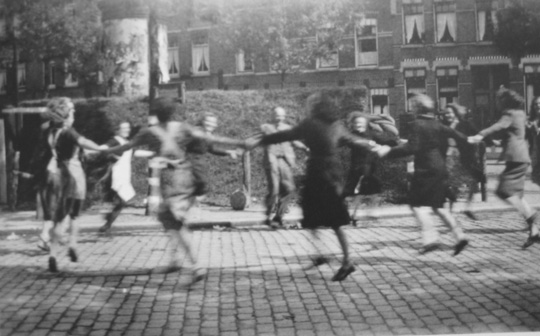
Holenderscy cywile celebrujący nadejście wojsk alianckich na Willebrordusplein w Rotterdamie

Dolle Dinsdag (pol. Szalony wtorek) – wydarzenia mające miejsce we wtorek 5 września 1944 w Holandii, gdzie wskutek plotek o wkroczeniu wojsk alianckich na terytorium Holandii i wyzwoleniu Bredy (uwiarygodnionych nieprawdziwymi komunikatami radia BBC)  doszło do spontanicznych aktów celebracji i wyczekiwania przez ludność cywilną rychłego wyzwolenia.

## Rozwój sytuacji na froncie
21 sierpnia 1944 zakończyła się bitwa pod Falaise, w której alianci zniszczyli większość niemieckiej grupy Armii B i tym samym całkowicie przełamali i zdezintegrowali niemiecką linię obrony w północnej Francji. 25 sierpnia 1944 wyzwolony został Paryż i osiągnięto Sekwanę. Pozostałości rozbitej grupy Armii B (XV i VII Armia) zostały oddzielone od siebie przez brytyjskie i amerykańskie czołówki pancerne, XV Armia utrzymywała wąski pas terenu od Calais do Antwerpii, natomiast prawie całkowicie rozbita VII Armia została odrzucona w kierunku Maastricht i Akwizgranu. Pomiędzy rozdzielonymi armiami powstała ponad stu-kilometrowa niebroniona luka którą wykorzystały wojska alianckie nacierając i zdobywając Brukselę 3 września i Antwerpię 4 września. Błyskawiczne postępy Aliantów zmusiły Niemców do chaotycznego odwrotu  którego kulminacja przypadła na 5 września kiedy to holenderskie drogi wypełniły się konwojami uciekających żołnierzy niemieckich, ewakuacja Niemców i zbliżanie się aliantów wywołało też panikę wśród holenderskich nazistów, którzy zaczęli masowo uciekać w kierunku Niemiec. Nieuporządkowany i rozpaczliwy odwrót Niemców (akty dezercji, kradzieże rowerów, przeładowane sprzętem i żołnierzami ciężarówki) wywołał wśród cywilów wrażenie całkowitego załamania się niemieckiej armii i bliskiego upadku III Rzeszy. Dwa nieprawdziwe komunikaty radiowe nadane przez Radio Oranje wygłoszone przez premiera holenderskiego rządu na uchodźstwie Pietera Sjoerds'a Gerbrandy'ego o 23:45 4 września i o 5:00 5 września o wyzwoleniu Bredy  i przekroczeniu granicy holenderskiej dodatkowo utwierdziły ludność cywilną w przekonaniu o nadchodzącym wyzwoleniu.

## Celebracja
Pomimo gróźb ze strony okupanta, wielu Holendrów rozpoczęło świętowanie wyzwolenia na ulicach miast i przygotowywało się na przywitanie wojsk alianckich przez wywieszanie holenderskich flag, proporców bądź pomarańczowych elementów. Część pracowników opuściła zakłady pracy i wyczekiwała nadejścia aliantów.

## Efekty
Wbrew ogromnym oczekiwaniom zmęczonej 4-letnią okupacją holenderskiej ludności cywilnej, alianci nie byli w stanie kontynuować ofensywy na skutek zbyt rozciągniętych linii zaopatrzeniowych, zmuszeni zostali do zatrzymania ofensywy przed granicą holenderską. W trakcie zakończonej niepowodzeniem operacji Market Garden udało się wyzwolić część południowej Holandii z miastami Eindhoven, Nijmegen oraz Maastricht. Północna część Holandii musiała czekać na wyzwolenia do maja 1945 roku w międzyczasie ludność cywilną dotknął głód, który pochłonął 25 000 istnień ludzkich.